# Gunnar Bergvall
Knut Gunnar Bergvall, född 22 mars 1940, är en svensk företagsledare.
Bergvall har i huvudsak arbetat inom mediebranschen och är en av grundarna av TV4, där han verkade 1985-1991, varav som VD 1987-1989. Han var därefter som delägare och arbetande ordförande med och utvecklade IT-konsult-företaget Parallel Consulting International, som såldes till Icon Medialab hösten 1999. Därefter har han investerat i mindre företag, bl a produktionsbolaget Scandinavian Content Group (SCG).

## Utbildning
Efter studentexamen började Bergvall 1959 studera vid Tekniska högskolan (KTH), med inriktning mot teknisk fysik, och blev civilingenjör 1964. Han tillbringade läsåret 1962/63 som Brittingham-stipendiat på Universaity of Wisconsin. Bland hans årskurskamrater från KTH återfinns flera med karriärer inom näringsliv och den akademiska världen, bland andra ekonomen Elon Ekman, företagsledaren Gunnar Bark och professor Anders Martin-Löf. Bergvall följde Ekman och inledde efter några år vid KTH samtidiga studier vid Handelshögskolan i Stockholm. Han blev civilekonom 1966.

## Karriär
Bergvall arbetade efter examina som operationsanalytiker vid Marinstaben 1964-1966, som direktionssekreterare vid Esselte 1966-1969, vice VD för Esselte Bonnier Audio Visual (EBAV) 1970-1973, direktör inom Bonniers Förlag 1973-1981 och VD för Invoco AB 1981-1985. Han grundade 1985 tillsammans med Ingemar Leijonborg TV4. Under åren 1993-1999 var han arbetande ordförande för IT-konsultbolaget Parallel Consulting International. 
Under 1980-talet drev Bergvall, tillsammans med Lasse Svanberg på Svenska Filminstitutet och mediekonsulten Christer Hederström, nyhetsbrevet Medierådet. I dag är han ordförande för Public Servicerådet. Sedan 1992 är Bergvall VD i det egna företaget Xyber AB som i första hand driver konsultverksamhet riktad mot medieindustrin.

## Familj
Bergvall är gift och har tre vuxna barn, Karl Bergvall, Sven Bergvall och Karin Bergvall Browning.